# Krón Ernő (könyvkötő, 1884–1983)
Krón Ernő (Marosvásárhely, 1884. augusztus 16. – Marosvásárhely, 1983. február 4.) – könyvkötő, naptáríró, szerkesztő, ifj. Krón Ernő apja.

## Életútja
Négy osztályt szülővárosában végzett, majd édesapja könyvkötőműhelyében, Kolozsvárt a Rohonyi-féle, Esztergomban a Rosta-féle könyvkötészetben, Budapesten a Tolnai Világlapja kiadónál képezte magát mesterré. Mint önálló kisiparos 1903-tól haláláig dolgozott műhelyében, melyet fia, ifj. Krón Ernő  tovább működtetett Marosvásárhelyen.
1913-ban kezdte szerkeszteni és kiadni Régi és Valódi Lőcsei-féle Közhasznú Székely Naptár c. alatt 1948-ig évente megjelenő népszerű naptárát, jórészt saját szövegeivel. Korábbi népies nevén kalendárium, a szegényebb néprétegek egyetlen olvasmánya, amit még meg tudtak venni. Segítségével tájékozódtak a naptári időben, az ünnepnapokról, névnapokról, a naptárban levő hasznos olvasmányokat is elolvasták az egy naptári év során, míg meg nem érkezett az újabb esztendő kalendáriuma.
A vezetése alatt álló Székely Naptárak Kiadóvállalata önálló füzetsorozatban is megjelentette mindazokat az írásokat, melyekben a naptáríró orvosi tanácsokkal, a gyermekvédelem, lakásgondozás, konyhai takarékosság és konyhakertészkedés feladatainak ismertetésével, vőfélyek, násznagyok köszöntő verseivel, a szépség helyes ápolásával, a sertésfeldolgozás hetvenféle módjával, sőt a házaséletben előforduló testi-lelki bajok elhárítására 850 tanáccsal látta el az olvasókat. A sorozatban jelent meg "A jó házasság titka" alcímet viselő Mit kell tudni a lányoknak a házasság előtt? c. kiadványa (Marosvásárhely, 1932).